# Mizuki Kaburaki
Mizuki Kaburaki (japanisch 鏑木 瑞生 Kaburaki Mizuki; * 28. Mai 2000 in der Präfektur Chiba) ist ein japanischer Fußballspieler.

## Karriere
Mizuki Kaburaki erlernte das Fußballspielen in der Schulmannschaft der Maebashi Ikuei High School soie in der Universitätsmannschaft der Takushoku-Universität. Seinen ersten Vertrag unterschrieb er am 1. Februar 2023 beim Iwaki FC. Der Verein aus Iwaki, einer Stadt in der Präfektur Fukushima, spielt in der zweiten japanischen Liga. Sein Zweitligadebüt gab Mizuki Kaburaki am 18. Februar 2023 (1. Spieltag) im Heimspiel gegen Fujieda MYFC. Bei der 2:3-Heimniederlage stand er in der Startelf und wurde nach der Halbzeitpause gegen Sota Nagai ausgewechselt. Nach zwölf Ligaspielen wechselte er im August 2024 auf Leihbasis bis Saisonende 2024 zum Drittligisten Vanraure Hachinohe. Hier bestritt er zwölf Drittligaspiele. Nach der Ausleihe wurde er im Februar 2025 fest von Vanraure unter Vertrag genommen.